# Râul Roșia, Daicița
Râul Roșia este un curs de apă, afluent al râului Daicița. 